# Acalolepta kaszabi
Acalolepta kaszabi es una especie de escarabajo longicornio del género Acalolepta, tribu Monochamini, subfamilia Lamiinae. Fue descrita científicamente por Breuning en 1953.
Se distribuye por Papúa Nueva Guinea. Mide aproximadamente 20 milímetros de longitud.